# 林景熙
林景熙（1242年—1310年），字德阳，一作德暘，号霁山。温州平阳（今属浙江）人。

## 生平
林家世代居住在平阳林坳，曾為临安太学生，咸淳七年（1271年），以“上舍释褐”等同進士，历官泉州教授、礼部架阁。官至从政郎。景炎二年（1277年），应会稽王英孙之邀，至越中。宋亡後，歸隱平阳县城白石巷，探研经史。至元二十一年（1284年），楊璉真伽挖掘紹興宋故六陵，將高宗、孝宗、光宗、寧宗、理宗、度宗六代帝王的骨骸運回杭州，埋於「鎮南塔」，林景熙與謝翱、唐鈺等人偽裝成乞丐，暗中取回骸骨，葬於蘭亭附近的天童寺北坡，又植冬青树以為標誌。至大元年（1308年），北上杭州，学者称霁山先生。方逢辰称：“宛然六义之遗音，非湖海啸吟风月而已，于诗家门户，当放一头”。胡应麟《诗薮》称：“林德暘七言劲逸雄迈，《读文山集》可谓元初绝唱”。至大三年（1310年）卒，葬于腾蛟镇青芝山南麓。乾隆二十四年，徐恕重修且親撰墓碑。著有《蜃说》，是寫海市蜃樓的文章。著《霁山集》5卷。